# Colaspidea pallipes
Colaspidea pallipes är en skalbaggsart som beskrevs av Henry Clinton Fall 1933. Colaspidea pallipes ingår i släktet Colaspidea och familjen bladbaggar. Inga underarter finns listade i Catalogue of Life.